# Flagge von Cornwall
Als Flagge von Cornwall (England, Vereinigtes Königreich) gilt eine Flagge, die dem heiligen Piran zugeschrieben wird. Er starb etwa im 5. Jh. n. Chr. und wird als Schutzheiliger der Zinnbergleute sowie von Cornwall allgemein angesehen. Die Flagge stellt ein weißes Kreuz auf schwarzem Grund dar. Auf kornisch heißt sie Baner Peran, auf englisch Saint Piran’s Flag.
Die erste schriftliche Nennung der Flagge als Banner von Cornwall erfolgte im Jahr 1838.
Die Flagge gilt als Banner der Halbinsel Cornwall und ihrer Bewohner als Menschen mit keltischen Wurzeln. Sie symbolisiert nicht das Herzogtum Cornwall.

## Verwendung ab dem 20. Jahrhundert
Die Flagge des heiligen Piran ist vor manchen Gebäuden aufgezogen.
Sie wird bei kornischen Zusammenkünften gehisst, wie z. B. beim Gorsedh Kernow, St. Piran’s Day (5. März), dem Trevithick’s Day in Camborne (April), dem ’Obby ’Oss Festival in Padstow (Mai), dem Furry Dance in Helston (Mai) und bei kornischen Rugby-Spielen.
Als Fahrzeugaufkleber erscheint die Flagge oft zusammen mit dem Wort Kernow (kornisch für Cornwall).
Sie wird weltweit als Symbol der kornischen Diaspora und von kornischen Vereinen außerhalb des Vereinigten Königreichs verwendet.
Innerhalb Cornwalls nutzen verschiedene Organisationen die Flagge.
Beim Schiffskorso anlässlich des 50. Jahrestags der Thronbesteigung durch Königin Elisabeth II. im Juni 2012 auf einem Abschnitt der Themse war auch die Flagge des hl. Piran an der königlichen Barkasse Gloriana aufgezogen.
Dies war einer der ersten offiziellen Anlässe, bei denen sie gemeinsam mit jenen Flaggen erschien, die andere Teile des Vereinigten Königreichs repräsentieren (England, Schottland, Nordirland, Wales und die Stadt London).

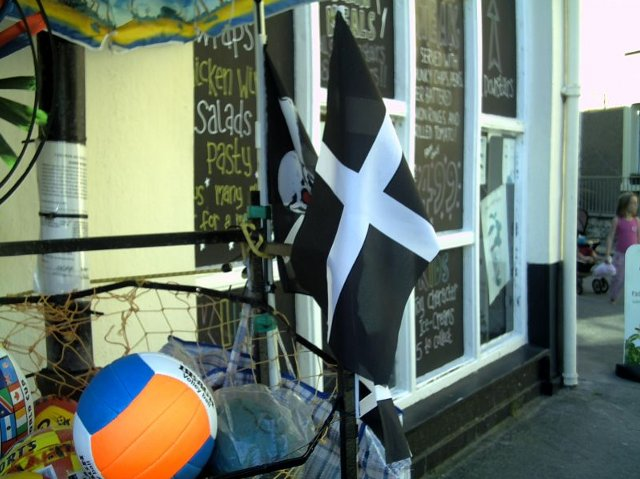
Souvenirflaggen vor einem Café
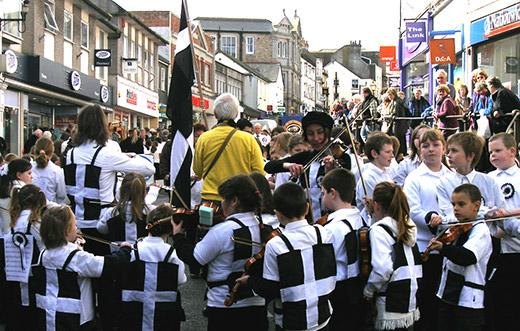
Feiern zum Saint Piran's Day in Penzance
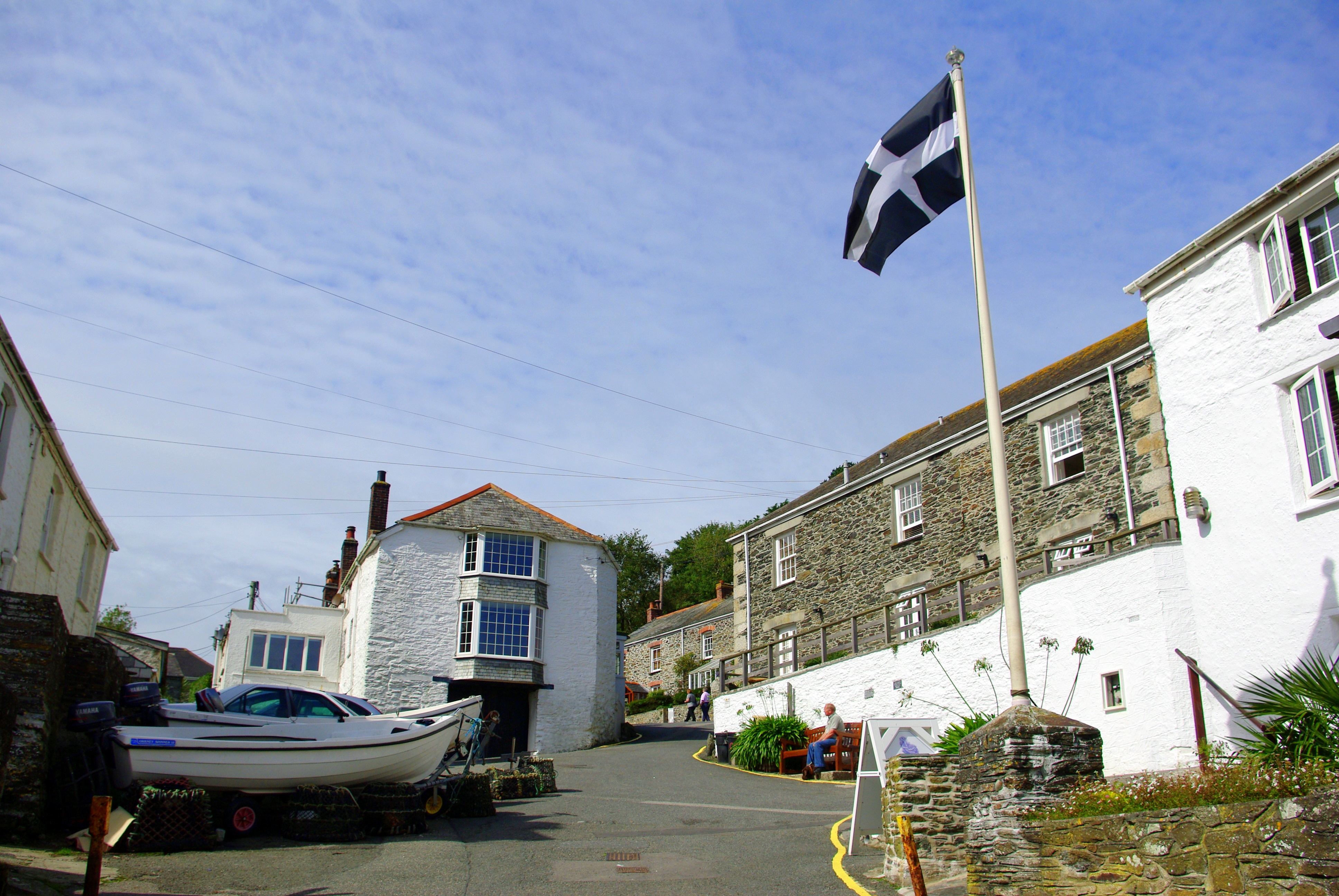
Hissen der Flagge in Portloe
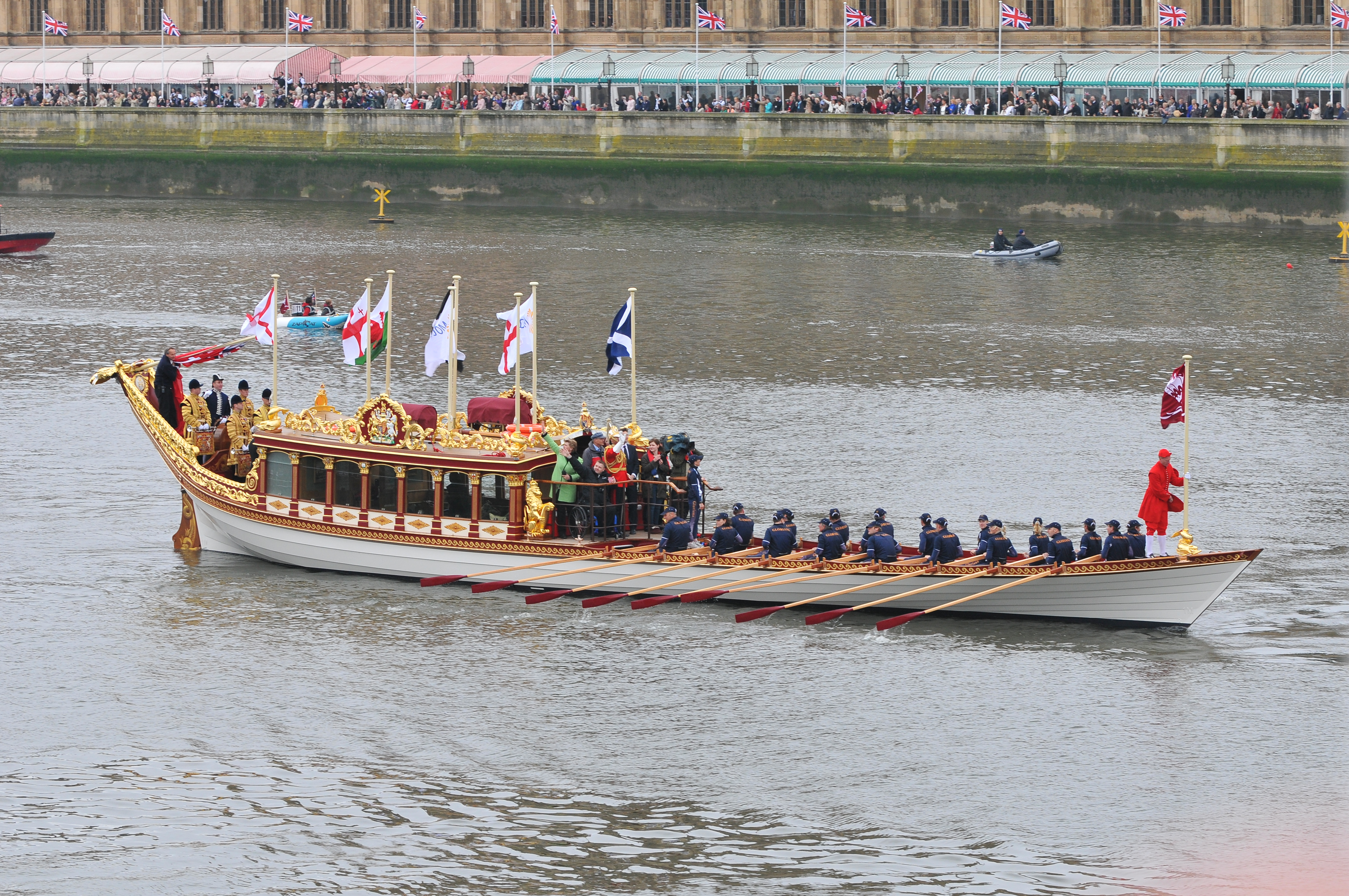
Flagge des hl. Piran an königl. Barkasse (mittig; großenteils verdeckt)

## Herkunft und frühe Verwendung
Die eigentliche Herkunft und die frühe Verwendung der Flagge ist unklar, obwohl zahlreiche Theorien hierzu existieren.
Allgemein wird angenommen, dass der hl. Piran in Irland oder in Wales geboren wurde und von dort nach Cornwall kam. Ob und wie er das Motiv dieser Flagge genutzt hat, ist nicht nachgewiesen.
Eine Behauptung ist, die Flagge sei bereits vor 1188 in den Kreuzzügen verwendet worden.
Des Weiteren ist in der Encyclopædia Britannica eine Verwendung der Flagge durch die kornische Abteilung bei der Schlacht von Azincourt 1415 beschrieben.
Der kornische Autor, Techniker und Politiker Davies Gilbert nennt in seiner vierbändigen Schrift The Parochial History of Cornwall (1838)
 ein weißes Kreuz auf einem schwarzen Grund, das früher das Banner von St Perran und das Banner von Cornwall war; vermutlich mit einer Anspielung auf das schwarze Erz und das weiße Metall Zinn
Er hinterließ jedoch keine Aufzeichnungen über seine Nachforschungen und verwies nur auf seine Erinnerung.
Eine erste Darstellung der Flagge als kornisches Symbol besteht in einem Fenster der Abtei von Westminster, London. Es wurde 1888 zur Erinnerung an den kornischen Erfinder und Ingenieur Richard Trevithick enthüllt. Das Fenster zeigt den Erzengel Michael an der Spitze sowie neun kornische Heilige in Reihen darunter:
Piran, Petroc, Pinnock, Germanus, Julian, Cyriacus, Constantine, Nonna und Geraint. Der Kopf von Piran scheint Trevithick darzustellen, und die Figur trägt die Flagge des hl. Piran.
Einige Quellen vermuten Bezüge zwischen der dem hl. Piran zugeschriebenen Flagge und der alten Flagge der Bretagne. Sie ist die farbliche Umkehrung der Flagge des hl. Piran. Beide ähneln auch der Flagge des walisischen Schutzheiligen David, die ein gelbes Kreuz auf schwarzem Grund zeigt. Enge historische Verbindungen zwischen der Bretagne, Wales und Cornwall werden aufgrund der keltischen Bevölkerungen allgemein angenommen.

Wappen der Armee des bretonischen Herzogtums (vgl. Kroaz Du)
Die walisische Flagge des hl. David

Einige Familienwappen aus der Bretagne und anderen Regionen des heutigen Frankreich haben als Grundmotiv ebenfalls ein weißes Kreuz auf schwarzem Grund. Eventuelle konkrete Zusammenhänge zwischen dem hl. Piran, der ihm zugeschriebenen Flagge sowie den dieser Flagge ähnelnden Wappen des europäischen Festlands sind allerdings unsicher.
Manche kornischen Familienwappen könnten mit kornischen Migranten höheren Standes im 1. oder 2. Jahrtausend n. Chr. in das heutige Frankreich gelangt sein. Über den Familiennamen Saint Peran aus der Bretagne, deren Wappen im 15. Jh. ein weißes Kreuz auf schwarzem Grund darstellt, lassen sich tatsächliche oder vermeintliche Bezüge zum hl. Piran herstellen, der etwa 1000 Jahre früher in Cornwall lebte.

### Ähnliche Familienwappen aus der Bretagne und anderen Regionen des heutigen Frankreich
Das Wappen der bretonischen Familie Saint-Peran stellt im 15. Jh. n. Chr. ein weißes Tatzenkreuz auf schwarzem Grund dar.
- Saint Peran oder Saint Pezran aus der Bretagne (aus Glomel, in Cornouaille); Beschreibung: "sable a cross patée argent".

Auch einige andere Familienwappen aus der Bretagne und anderen Regionen des heutigen Frankreich ähneln stark der Flagge des hl. Piran:
- Geoffroy le Borgne aus der Bretagne; Beschreibung: "de sable à croix d'argent"
- Brunet de la Besse aus dem Périgord (heutiges Südwestfrankreich); Beschreibung: "D’azur, à la croix d’argent".[8]
- Wappen der Familie Arnèke aus dem heutigen Nordostfrankreich bei Dunkerque
- Rouvroy de Saint-Simon aus der Picardie (heutiges Nordostfrankreich); Beschreibung: "De sable à la croix d’argent chargée de cinq coquilles".[9]

Wappen der Familie Saint-Peran (Bretagne)[10]
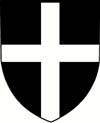
Wappen von Geoffroy le Borgne (Bretagne)
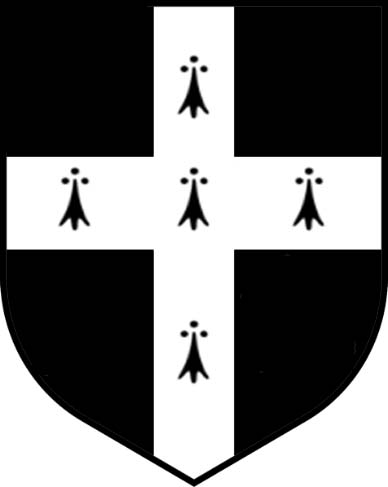
Wappen der Familie Arnèke (heute Nordostfrankreich)
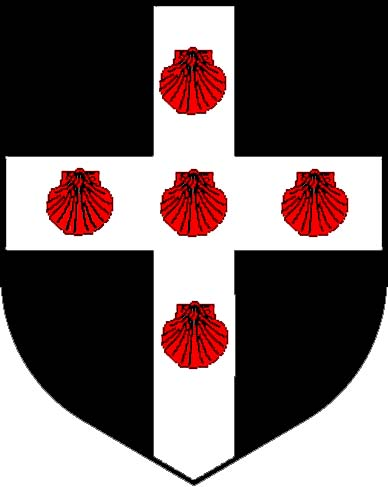
Wappen von Rouvroy de Saint-Simon (Picardie)

### Abgrenzung zur Flagge des Herzogtums Cornwall
Die Flagge des hl. Piran symbolisiert nicht das Herzogtum Cornwall, das als Besitz der Britischen Monarchie angesehen wird und nicht identisch ist mit der Halbinsel und Grafschaft Cornwall.
Das Herzogtum Cornwall hat folgende Flagge:

Flagge des Herzogtums Cornwall